# マネージャー・ポリス
ポリスは、OZアカデミー女子プロレスに所属する男性マネージャー。

## 所属
- GAEA JAPAN（2000年 - 2005年）
- OZアカデミー女子プロレス（2005年 - ）

## ユニット
- 卑弥呼　GAEA JAPAN（2000年 - 2002年）
- D-FIX　GAEA JAPAN（2000年 - 2005年）

## 経歴
GAEA JAPANに参戦していた尾崎魔弓とKAORUをサポートするマネージャーとして登場。途中、強制引退をかけた試合で負け引退したが、復帰。マネージャーにもかかわらず試合にも出場し、広田さくらからラリアット⇒片エビ固めで勝利したこともある。
GAEA JAPAN解散後は、尾崎魔弓が率いるユニット「OZアカデミー」にヒールマネージャーとしてリングに上がっていたが、2007年4月1日のOZアカデミー興行にて、尾崎魔弓と仲間割れを起こしOZアカデミーを退団。ダイエットに成功したら戻ってくると言い残し、その後ダイエットに成功して復帰。その後も極悪非道のマネージャーとして正危軍のサポートをしている。

## 得意技
ラリアット
シャイニング・ウィザード

## 備考
- 2004年5月5日のGAEA JAPANに後楽園ホール大会に出現したサラリーマンキャラが「有限会社Pコーポレーション営業2課　更利位万」と言うのがポリスではないかと言われている。
- OZアカデミーがニコプロで配信される際、ポリスが絡む尾崎魔弓の試合では、カメラが必ずポリスを追い掛けて来るのが恒例。
- ニコニコプロレスチャンネルにて視聴者からの余りにも支持が高い為、ポリスの特集番組が組まれたことがある[2]。